# Grammy Award for Best Gospel Choir or Chorus Album
Der Grammy Award for Best Gospel Choir or Chorus Album, auf Deutsch „Grammy-Auszeichnung für das beste Gospelchor-Album“, ist ein Musikpreis, der von 1991 bis 2006 von der amerikanischen Recording Academy im Bereich der Gospelmusik verliehen wurde.

## Geschichte und Hintergrund
Die seit 1959 verliehenen Grammy Awards werden jährlich in zahlreichen Kategorien von der Recording Academy in den Vereinigten Staaten vergeben, um künstlerische Leistung, technische Kompetenz und hervorragende Gesamtleistung ohne Rücksicht auf die Album-Verkäufe oder Chart-Position zu würdigen.
Eine dieser Kategorien ist der Grammy Award for Best Gospel Choir or Chorus Album. Der Preis wurde von 1991 bis 2006 vergeben. Von 1991 bis 1997 hieß die Auszeichnung Grammy Award for Best Gospel Album by a Choir or Chorus.
Der Brooklyn Tabernacle Choir und seine Chorleiterin Carol Cymbala waren mit sechs Siegen die am meisten ausgezeichneten Künstler in dieser Kategorie.

## Gewinner und Nominierte
| Jahr | Gewinner                                   | Chorleiter                                 | Nationalität       | Album                                                                        | Nominierte | Bild des/der Gewinner(s) |
| ---- | ------------------------------------------ | ------------------------------------------ | ------------------ | ---------------------------------------------------------------------------- | --- | ------------------------ |
| 1991 | Southern California Community Choir        | James Cleveland                            | Vereinigte Staaten | Having Church                                                                | |                          |
| 1992 | Sounds of Blackness                        | Gary Hines                                 | Vereinigte Staaten | The Evolution of Gospel                                                      | - O’landa Draper & the Associates – Above and Beyond - Music and Arts Seminar Chicago Mass Choir – Edwin Hawkins Music and Arts Seminar Chicago Mass Choir - Christ Church Choir – Hand in Hand - Brooklyn Tabernacle Singers – Jesus Be Praised - L.A. Gospel Messengers – Rev. James Cleveland and the L.A. Gospel Messengers |                          |
| 1993 | Music & Arts Seminar Mass Choir            | Edwin Hawkins                              | Vereinigte Staaten | Edwin Hawkins Music & Arts Seminar Mass Choir – Recorded Live in Los Angeles | |                          |
| 1994 | Brooklyn Tabernacle Choir                  | Carol Cymbala                              | Vereinigte Staaten | Live...We Come Rejoicing                                                     | |                          |
| 1995 | Thompson Community Singers                 | Milton Brunson                             | Vereinigte Staaten | Through God’s Eyes                                                           | - O’landa Draper & The Associates – Live...A Celebration of Praise - Edwin Hawkins Music & Arts Seminar Mass Choir – Kings & Kingdoms - Kurt Carr und die Los Angeles Gospel Messengers – We Haven’t Forgotten You - Hezekiah Walker und der Love Fellowship Crusade Choir – Live in Atlanta at Morehouse College               |                          |
| 1996 | Brooklyn Tabernacle Choir                  | Carol Cymbala                              | Vereinigte Staaten | Praise Him - Live!                                                           | - Donald Lawrence & the Tri-City Singers – Bible Stories - Hezekiah Walker & the Love Fellowship Crusade Choir – Live in New York by Any Means... - Rev. Milton Brunson und die Thompson Community Singers – Shout - New Life Community Choir featuring John P. Kee – Show Up!                                                  |                          |
| 1997 | Shirley Caesar’s Outreach Convention Choir | Shirley Caesar                             | Vereinigte Staaten | Just A Word                                                                  | - Edwin Hawkins Music & Arts Seminar – All Things Are Possible - O’landa Draper and the Associates – Gotta Feelin’ - Mississippi Mass Choir – I’ll See You in the Rapture - Shirley Caesar’s Outreach Convention Choir – Just a Word - Full Gospel Baptist Fellowship Mass Choir – A New Thing...Experience the Fullness        |                          |
| 1998 | God’s Property                             | Kirk Franklin Myron Butler Robert Searight | Vereinigte Staaten | God’s Property from Kirk Franklin’s Nu Nation                                | - Brooklyn Tabernacle Choir – Favorite Song of All - Rev. Milton Brunson’s Thompson Community Singers – He’s Still Good! - Hezekiah Walker and Love Fellowship Crusade Choir – Live in London at Wembley - Sounds of Blackness – Time for Healing                                                                               |                          |
| 1999 | The Associates                             | O’landa Draper                             | Vereinigte Staaten | Reflections                                                                  | - Bobby Jones and New Life mit dem Nashville Super Choir – Just Churchin’ - The Love Center Choir – Love Alive V--25th Anniversary Reunion - Hezekiah Walker und der LFT Church Choir – Live at Love Fellowship Tabernacle - New Life Community Choir – Strength                                                                |                          |
| 2000 | Brooklyn Tabernacle Choir                  | Carol Cymbala                              | Vereinigte Staaten | High And Lifted Up                                                           | - VIP Music & Arts Seminar Mass Choir – Any Day - Mississippi Mass Choir – Emmanuel (God With Us) - Wilmington Chester Mass Choir – Hosanna! And They Sang The Word - Inner City Mass Choir – Let’s Make It Better |                          |
| 2001 | Brooklyn Tabernacle Choir                  | Carol Cymbala                              | Vereinigte Staaten | Live - God Is Working                                                        | - New Direction – Get Your Praise On - Youth For Christ – Higher - University of Mississippi Gospel Choir – Send Up The Praise - The Tri-City Singers – tri-city4.com |                          |
| 2002 | LFT Church Choir                           | Hezekiah Walker                            | Vereinigte Staaten | Love Is Live!                                                                | - O’landa Draper’s Associates – All About Him (Jesus) - Chicago Mass Choir – Calling On You - Brooklyn Tabernacle Choir – Light Of The World - T. D. Jakes and the Potter’s House Mass Choir – The Storm Is Over Now |                          |
| 2003 | Brooklyn Tabernacle Choir                  | Carol Cymbala                              | Vereinigte Staaten | Be Glad                                                                      | - VIP Mass Choir – Mighty In The Spirit - Donald Lawrence & The Tri-City Singers – Go Get Your Live Back - Hezekiah Walker und der Love Fellowship Choir – Family Affair II - Live at Radio City Music Hall - Excelsior – Soul Interpretations                                                                                  |                          |
| 2004 | Potter’s House Mass Choir                  | T. D. Jakes                                | Vereinigte Staaten | A Wing And A Prayer                                                          | - John P. Kee & The New Life Community Choir – Blesssed By Association - CeCe Winans Presents The Born Again Church Choir – Born Again Choir - Chicago Mass Choir – Live In Nashville - Joe Pace und der Colorado Mass Choir – Speak Life                                                                                       |                          |
| 2005 | Brooklyn Tabernacle Choir                  | Carol Cymbala                              | Vereinigte Staaten | Live...This is Your House                                                    | - Minister Timothy Britten & Shabach Praise Co. – Can’t Nobody Do Me Like Jesus - Timothy Wright & New York Fellowship Mass Choir II – Live In New York - New Birth Total Praise Choir – Spirit & Truth - Ricky Dillard & New G – Unplugged...The Way Church Used To Be                                                         |                          |
| 2006 | Saints Unified Voices                      | Gladys Knight                              | Vereinigte Staaten | One Voice                                                                    | - Donald Lawrence & Company – I Speak Life - VIP Mass Choir – Live at The Fellowship - Kurt Carr – One Church - Hezekiah Walker und The Love Fellowship Choir – 20/85 The Experience |                          |